# George Peabody Gooch
George Peabody Gooch (21 octobre 1873 - 31 août 1968) est un journaliste, historien et homme politique du Parti libéral britannique. Disciple de John Emerich Edward Dalberg-Acton qui est riche, il n'a jamais occupé de poste universitaire, mais connait le travail des historiens de l'Europe continentale.

## Vie privée
Gooch est né à Kensington, Londres, fils de Charles Cubitt Gooch, un banquier d'affaires, et de Mary Jane Gooch, née Blake. Il est le frère d'Henry Cubitt Gooch, futur député conservateur. Il fait ses études au Collège d'Eton, au King's College de Londres et au Trinity College de Cambridge, où il obtient une première en histoire. Il remporte le prix Thirlwall en 1897, mais ne réussit pas à obtenir une bourse à Trinity malgré le soutien de Lord Acton.

## Député
Il est élu aux élections générales de 1906 comme député libéral de Bath, mais perd le siège aux élections générales de janvier 1910. Alors qu'il est député, il vote en faveur du projet de loi sur l'émancipation des femmes de 1908. Il se présente à nouveau à Bath aux élections générales de décembre 1910, mais ne regagne pas le siège et échoue à nouveau lorsqu'il se présente à une élection partielle à Reading en novembre 1913.
Gooch succède à Richard Stapley en 1919 en tant que président du "Sir Richard Stapley Educational Trust". Au cours des années 1930, voyant que la guerre approche, il encourage la Fiducie à mettre de côté un petit fonds pour répondre aux besoins éducatifs des réfugiés de la Seconde Guerre mondiale.
Il est président de l'Association historique (1922-1925) et du Conseil national de la paix (1933-1936). En juin 1936, il est élu au Conseil du Parti libéral.
Gooch dirige la Contemporary Review de 1911 à 1960.

## Historien
Après la Première Guerre mondiale, Gooch devient un historien influent de l'Europe de l'époque et critique la politique britannique. Il est actif au sein de l' Union du contrôle démocratique.
Pendant une dizaine d'années à partir du milieu des années 1920, il participe, avec Harold Temperley, à la publication de l'histoire diplomatique officielle britannique. La sélection de Gooch est faite malgré les réserves de James Wycliffe Headlam-Morley et de Temperley lui-même, qui estiment que Gooch est trop attaché à une position pro-allemande et trop critique envers Sir Edward Gray.
Gooch est noté comme un historien révisionniste important de l'Europe du début du XXe siècle, en particulier en ce qui concerne les causes de la Première Guerre mondiale. Il est décrit comme l'un des « premiers révisionnistes », aux côtés de Harry Elmer Barnes et Sidney Bradshaw Fay.

## Prix et distinctions
Gooch  est compagnon d'honneur en 1939 et membre de l'Ordre du mérite en 1963. Il est nommé Pour le Mérite en 1954. Il est élu membre de la British Academy en 1926 et membre honoraire du Trinity College de Cambridge en 1935.